# Cagliari (cidade metropolitana)
A cidade metropolitana de Cagliari é um entidade territorial italiano instituído em 4 de fevereiro de 2016 em substituição da província de Cagliari a partir de 17 municípios, os outros restantes 54 municípios junto com os municípios das províncias de Carbonia-Iglesias, Medio Campidano, criaram a província de Sardenha do Sul.

## Municípios
Contém 17 municípios:
| N.    | Municipio                             | Area km² | População |
| ----- | ------------------------------------- | -------- | --------- |
| 1     | Cagliari / Casteddu                   | 85,01    | 154 343   |
| 2     | Assemini                              | 118,17   | 26 747    |
| 3     | Capoterra / Cabuderra                 | 68,49    | 23 698    |
| 4     | Decimomannu / Deximumannu             | 27,72    | 8 150     |
| 5     | Elmas / Su Masu                       | 13,63    | 9 346     |
| 6     | Maracalagonis                         | 101,37   | 7 866     |
| 7     | Monserrato / Pauli                    | 6,43     | 20 146    |
| 8     | Pula                                  | 138,92   | 7 399     |
| 9     | Quartu Sant'Elena / Cuartu Sant'Aleni | 96,41    | 71 227    |
| 10    | Quartucciu                            | 27,93    | 13 213    |
| 11    | Sarroch / Sarroccu                    | 67,83    | 5 249     |
| 12    | Selargius / Ceraxius                  | 26,67    | 28 949    |
| 13    | Sestu                                 | 48,29    | 20 549    |
| 14    | Settimo San Pietro / Sètimu           | 23,29    | 6 686     |
| 15    | Sinnai / Sìnnia                       | 223,91   | 17 163    |
| 16    | Uta / Uda                             | 134,71   | 8 468     |
| 17    | Villa San Pietro / Santu Perdu        | 39,89    | 2 103     |
| Total | Total                                 | 1 248,71 | 431 302   |